# Maaouya Ould Sid'Ahmed Taya
Maaouya Ould Sid'Ahmed Taya, född 28 november 1941 i Atar, var Mauretaniens statschef 12 december 1984–3 augusti 2005, då han avsattes i en statskupp ledd av Ely Ould Mohamed Vall.
Taya tog makten i landet genom en statskupp 1984 då han avsatte presidenten Mohamed Khouna Ould Haidalla. 